# Ezra Juanta
Ezra Juanta ist ein philippinisch-australischer Theater- und Filmschauspieler sowie Puppenspieler.

## Leben
Juanta graduierte 2006 am Adelaide College of the Arts. Nach seinem dortigen Abschluss trat er als Bühnendarsteller in verschiedenen Produktionen in unterschiedlichen Theatern auf. Er wirkte als Theaterdarsteller auch im Ausland wie China, Kanada, USA und dem Vereinigten Königreich.
Als Puppenspieler spielte er ab 2022 die Figur Mort in der von Windmill Pictures und ABC’s produzierten Fernsehserie Beep and Mort.
2007 gab er sein Filmschauspieldebüt im Kurzfilm The Plowman Quandary. Im Folgejahr erhielt er eine Episodenrolle in der Fernsehserie McLeods Töchter. 2009 gab er sein Spielfilmdebüt in einer Nebenrolle in The Boys Are Back – Zurück ins Leben. Ab den 2010er Jahren folgten kleinere Rollen in verschiedenen Filmproduktionen. 2016 verkörperte er eine der Hauptrollen im Film Friendship Love and Loyalty. 2020 stellte er die Episodenrolle des Toby Abella in der Fernsehserie Stateless dar. 2025 spielte er im B-Movie The Land That Time Forgot die Rolle des Ahm.
Er gehört zum Ensemble des State Opera South Australia.

## Theater (Auswahl)
- 2007: The Tickless All Sorts, Children Entertainment Group
- 2007: Stephan House’s Vin., Come Out ‘07
- 2007–2008: Little Wing & Twinkletoes, Splash Theatre Company
- 2008: The Beginners Guide to Pirates, Regie: Chris John, Splash Theatre Company
- 2008: Helly’s Magic Cup, Regie: David Mealor, Windmill Performing Arts
- 2009: The Beginners Guide to Pirates, Regie: Chris John, Splash Theatre Company
- 2009: The Wizard of Oz, Regie: Rosemary Myers, Windmill Theatre Company & State Theatre Company Sydney
- 2010: The Water Show, Splash Theatre Company.
- 2011: The Adventure of Shaggles and Patrookio, Regie: Chris Pitman, Gaia Theatre Company
- 2011: The Water Show, Regie: Chris John, Splash Theatre Company
- 2011: Boom Bah!, Regie: Rosemary Myers, Windmill Performing Arts
- 2013: Read across the Universe, Regie: Chris John, Splash Theatre Company
- 2014: Connect to Reading, Regie: Chris John, Splash Theatre Company
- 2015: Me‘n me mates, Regie: Chris John, Splash Theatre Company (Fringe & National)
- 2015: Books light up the World, Regie: Chris John, Splash Theatre Company
- 2016: Australia Story Country, Regie: Chris John, Splash Theatre Company
- 2016: Rumpelstiltskin, Regie: Rosemary Myers, Windmill Theatre Company & State Theatre Company SA
- 2017: Beep, Regie: Sam Haren, Windmill Theatre Company
- 2017: Mr. Burns, Regie: Amara Savage, State Theatre Company SA & Belvoir Street Theatre
- 2018: Beep, Regie: Kate Champion, Windmill Theatre Company
- 2018: Rumpelstiltskin, Windmill Theatre Company.
- 2019: Beep, Regie: Rosemary Myers, Windmill Theatre Company (Australian Tour)
- 2020: Beep, Regie: Rosemary Myers, Windmill Theatre Company (North American Tour)
- 2020: Honey I’m Home, Windmill Theatre Company.
- 2020: Ripcord, Regie: Mitchell Butel, State Theatre Company of SA. Director
- 2021: Hibernation, Regie: Mitchell Butel, State Theatre Company of SA
- 2021: Blood, Sweat & Karaoke, Regie: Ezra Juanta, Rumpus Season. Director
- 2022: Beep and Mort, Regie: Rosemary Myers, Windmill Theatre Company
- 2022: Chalk Face, Regie: Jess Arthur, State Theatre Company SA & Sydney Theatre Company
- 2024: Candide, Regie: Mitchell Butel und Amy Campbell, State Opera South Australia und State Theatre Company South Australia
- 2024: Wonderverse, Patch Theatre Compant
- 2024: Superluminal, Regie: Geoff Cobham und Zoe Barry, Patch Theatre Company

## Filmografie (Auswahl)
- 2007: The Plowman Quandary (Kurzfilm)
- 2008: McLeods Töchter (McLeod’s Daughters, Fernsehserie, Episode 8x11)
- 2008: The Hunter (Kurzfilm)
- 2009: The Boys Are Back – Zurück ins Leben (The Boys Are Back)
- 2014: Sam Fox: Extreme Adventures (Fernsehserie, Episode 1x03)
- 2015: 49: Fight the Fear
- 2016: Friendship Love and Loyalty
- 2017: Rumpelstiltskin: Live
- 2017: Bad Blood
- 2020: Stateless (Fernsehserie, Episode 1x06)
- 2021: Aftertaste (Fernsehserie, Episode 1x01)
- 2022: Beep and Mort (Fernsehserie; Puppe Mort)
- 2025: The Land That Time Forgot